# Kärleksbrev
Kärleksbrev (originaltitel: Message in a Bottle) är en amerikansk romantisk dramafilm från 1999 med Kevin Costner och Robin Wright Penn. Den är baserad på Nicholas Sparks bok med samma namn.

## Handling
Theresa Osborne hittar en flaskpost med ett kärleksbrev i och fascineras över vem som skickat den.

## Rollista
| Kevin Costner     | – Garret Blake    |
| Robin Wright Penn | – Theresa Osborne |
| Paul Newman       | – Dodge Blake     |
| John Savage       | – Johnny Land     |
| Illeana Douglas   | – Lina Paul       |
| Robbie Coltrane   | – Charlie Toschi  |
| Jesse James       | – Jason Osborne   |
| Bethel Leslie     | – Marta Land      |
| Tom Aldredge      | – Hank Land       |
| Viveka Davis      | – Alva            |
| Raphael Sbarge    | – Andy            |